# Братья по оружию (роман)
Бра́тья по ору́жию (англ. Brothers in Arms) — фантастическое произведение известной американской писательницы Лоис Буджолд, написано в 1989 году, книга из серии цикла Сага о Форкосиганах, также известного как Барраярский цикл.

## Сюжет
В центре повествования — интрига комаррских террористов и их попытка подменить Майлза Форкосигана его клоном — Марком с целью дворцового переворота на Барраяре.